# 국사 (역사서)
《국사》(國史)는 신라의 역사를 기록한 책이다. 진흥왕 6년(545년) 이찬 이사부의 의견에 따라 신라의 대아찬이었던 거칠부(居柒夫) 등에 명하여 학자들을 모아 나라의 역사를 지었다고 한다. 현재 전하지 않는다.

## 같이 보기
- 유기 (역사서)
- 신집
- 서기 (역사서)
- 국사 (교과목)